# 義民信仰
義民信仰是指奉祀「義民」的宗教信仰。「義民」本義為「義勇之人民」，而「義」或為「亂」往往無關「忠」與「奸」，而關乎於人們的分類意識、在動亂時代的自保、對維持地方秩序的需求。人們為感謝這些因捍衛自身族群利益而犧牲的成員，遂立祠、廟等供奉，相關廟名包括義民廟、義民祠、褒忠祠等。

## 臺灣
由於拓墾臺灣的移民身分多元如閩南泉州人、閩南漳州人、粵東潮汕人與客家人等等，遂容易因族群差異、利益糾紛等因素產生分類械鬥；此外對統治政權、官員的不滿亦常造成民變、戰爭，無論發起或抵抗方往往皆產生大量傷亡。為了追念亡者、安撫生者，群體成員經常尊這些犧牲者為「義民」並建廟供奉。而在臺灣義民信仰中，以褒忠亭義民廟為主之客家義民信仰最為知名，遍佈範圍也最廣。
至於台灣的泉州裔閩南人義民信仰方面，可見北港義民廟。

## 香港
在香港，除了土客衝突、抗英事件中的犧牲者外，村落間械鬥之死者也會被本村村民視為義民，例如清朝同治元年（1862年），城門八鄉村民與荃灣村民因積怨發生械鬥，雙方激戰長達三年，直至鄰近川龍耆老出面調停才寢息鬥爭，各有17人戰死。荃灣村民念各人功在鄉井，乃於荃灣天后宮偏殿設立「義勇祠」以崇德報功，而城門一方亦在家廟設置神位恭奉，直到搬村後一同遷移到錦田城門新村的協天宮。而屏山的達德公所是香港唯一供奉抗英烈士的地方，正廳奉祀達德約中抗英犧牲的烈士，兩間側廳分別為左廂「慰寂祠」和右廂「英勇祠」，用以紀念「達德約」與鄰近村落械鬥犧牲的烈士。而錦田抗英犧牲的數百名義民神位被供奉在錦田的友鄰堂。

## 日本
日本的義民主要指一揆中犧牲性命的平民，被鄉民、百姓尊崇，並立神社供奉。如貞享騒動領袖多田加助、新本義民騒動的「義民四人眾」等。